# أصابع قدم وتراء
أصابع القدم المرفقة أو أصابع القدم الوتراء (بالإنجليزية: Webbed toes) هو الاسم الشائع لارتفاق الأصابع الذي يؤثر على القدمين، يتميز بانصهار مفصلين أو أكثر من القدمين، هذا أمر طبيعي في العديد من الطيور، مثل البط ؛ البرمائيات، مثل الضفادع ؛ والثدييات، مثل الكنغر. في البشر، يعتبر هذا غير عادي، حيث يحدث في واحد من كل 2,000 إلى 2,500 مولود حي. في غالب الأحيان يتم التصاق إصبع القدم الثاني والثالث بواسطة الجلد والأنسجة المرنة. يمكن أن يصل الالتصاق إما جزئاً من الإصبع صعودا أو ما يقرب من كل الطريق صعودا حتي أخر إصبع القدم (الأظافر).

## السبب
السبب المحدد للحالة غير معروف. في بعض الحالات، قد يشارك أفراد الأسرة المقربين هذه الحالة. في حالات أخرى، لا يوجد أشخاص مقربون يشاركون هذه الحالة. الاسم العلمي للحالة هو Syndactyly، على الرغم من أن هذا المصطلح يغطي كلاً من أصابع اليد والقدم ملتصقة. تحدث المتلازمة عندما يكون موت الخلايا المبرمج أو الإستماتة أثناء الحمل غائبة أو غير مكتمل. تحدث أصابع القدم المرفقة بشكل شائع في الحالات التالية:
- ارتفاق الأصابع أو ارتفاق الأصابع العائلي
- متلازمة داون

يرتبط أيضًا بعدد من الحالات النادرة، لا سيما:
- متلازمة آرسكوغ سكوت
- متلازمة أكروكالوسال
- متلازمة ابيرت
- متلازمة بارديت بيدل
- متلازمة كاربنتر
- متلازمة كورنيليا دي لانج
- متلازمة إدواردز
- متلازمة جاكسون فايس
- متلازمة هيدانتوين الجنينية
- متلازمة ميلر
- متلازمة فايفر
- متلازمة سميث ليملي-أوبيتز
- متلازمة تيموثي
- خلل التنسج الأديمي الظاهر
- متلازمة كليبيل فيل

## التشخيص
يتم اكتشاف هذه الحالة عادة عند الولادة. في حالة وجود أعراض أخرى، يمكن الإشارة إلى متلازمة محددة.[بحاجة لمصدر] يعتمد تشخيص متلازمة معينة على تاريخ العائلة والتاريخ الطبي والفحص البدني. تُعرف أصابع القدم المرفقة أيضًا باسم «الأصابع التوأم» و «أصابع البط» و «أصابع الديك الرومي» و «أصابع النمر».
يمكن أن تختلف شدته. معظم الحالات تنطوي على أصابع القدم الثانية والثالثة ولكن يمكن أن يلتصق أي عدد من أصابع القدم. في بعض الحالات، تلصق أصابع القدم بطريقة جزئية بينما في بعض المواقع، يمكن أن يمتد الالتصاق إلى الأظافر. في بعض الحالات، يمكن تلصق أصابع القدم بالكامل، بما في ذلك الأظافر والعظام.

## العلاج

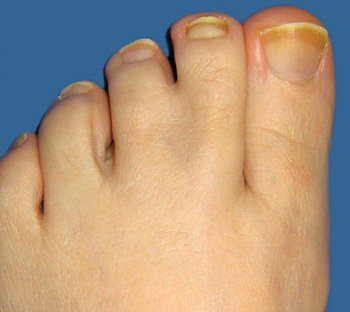
متلازمة ارتفاق الأصابع الجزئية قبل الجراحة

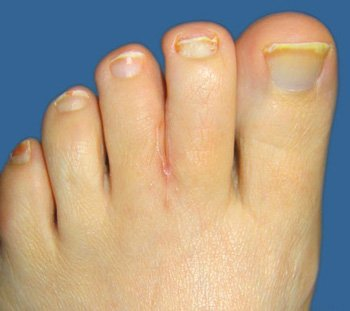
ارتفاق الأصابع البسيط الجزئي، 4 أشهر بعد الجراحة

يمكن فصل أصابع القدم المرفقة من خلال الجراحة. يعد الفصل الجراحي للأصابع المرفقة مثالًا على تعديل الجسم. كما هو الحال مع أي شكل من أشكال الجراحة، هناك مخاطر حدوث مضاعفات.
النتائج النهائية تعتمد على مدى الالتصاق والبنية الأساسية للعظام. عادة ما يكون هناك قدر من التندب، وقد تكون هناك حاجة لترقيع الجلد. في حالات نادرة، قد يؤدي تلف الأعصاب إلى فقدان الشعور في أصابع القدم والإحساس بالوخز. هناك أيضًا تقارير عن نمو جزئي للتشبك. قد يؤدي ترقيع الجلد اللازم لملء الفراغ بين أصابع القدم إلى ظهور ندوب إضافية في الأماكن التي تتم إزالة الجلد منها.

## الحالات البارزة
- دان أيكرويد - كندا، ممثل[2]
- تريشيا هيلفر - كندا، ممثلة[3]
- جاكوي هيرلي - أيرلندا، مذيع رياضي[4]
- أشتون كوتشر - الولايات المتحدة، ممثل[5]
- توماس روبرت مالتوس، خبير اقتصادي
- جوزيف ستالين - الاتحاد السوفيتي، الأمين العام للحزب الشيوعي للاتحاد السوفياتي[6]
- دانييل بانابكر - الولايات المتحدة، ممثلة [7]